# Апанаевское медресе
Апанаевское медресе (Касимия, Приозёрное) (тат. Казанның Касыймия мәдрәсәсе) — историческое учебное заведение и историческое здание в Казани, в Старо-Татарской слободе, на улице Шигабутдина Марджани, дом 28, на углу с улицей Кунче. Построено во второй половине XIX века. Объект культурного наследия регионального значения.

## История
Медресе открыто в 1770-х годах при Апанаевской мечети. Традиции преподавания в нём складывались под влиянием бухарской школы. Одним из первых руководителей был бухарский богослов Салих Сагитов. По состоянию на 1875 год, в медресе обучалось более 300 человек, среди них было много иногородних. Сохранишееся здание для него было построено в 1877 году по проекту архитектора П. И. Романова. В начале XX века под влиянием имама К. Салихова программа медресе была серьёзно изменена, появился ряд светских дисциплин. В медресе преподавали языковед Ахмед-Хади Максуди, будущий башкирский национальный деятель Ахмед-Заки Валиди, драматург Гафур Кулахметов.

## Архитектура
Здание выстроено в стиле эклектики с элементами классицизма. Неоштукатуренный фасад двухэтажного кирпичного здания обращён к набережной озера Кабан. Центр симметричного фасада, включающий по два окна на каждом этаже, выделен пилястрами и пологим щипцом-фронтоном. Крылья здания имеют по 4 оконных оси на главном фасаде, с торцов здания также по 4 оконных оси. Первый этаж здания рустован, его окна без наличников, снабжены замковыми камнями. Окна второго этажа имеют рамочные наличники и прямые сандрики. Фасад горизонтально делится междуэтажным и подоконным поясами. Здание увенчано фризом и простым карнизом. Со стороны двора имеется поздняя пристройка.